# Philippidorippe
Philippidorippe is een geslacht van kreeftachtigen uit de klasse van de Malacostraca (hogere kreeftachtigen).

## Soort
- Philippidorippe philippinensis Chen, 1986